# Billy the Kid

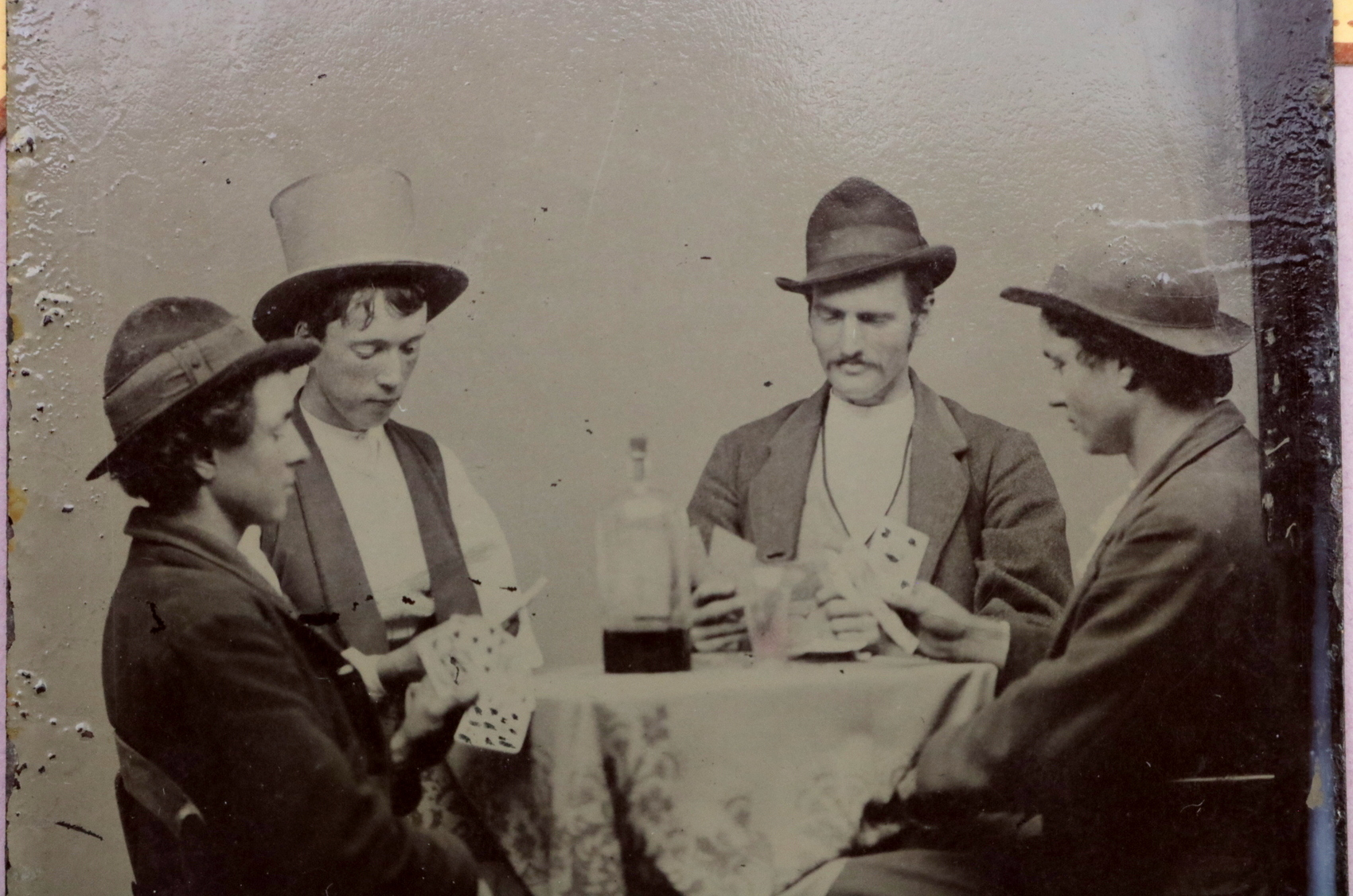
Billy the Kid en un juego de cartas

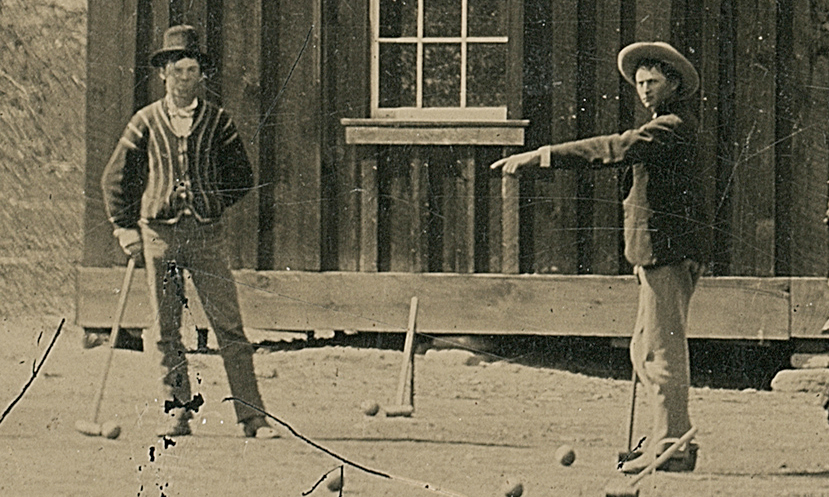
Foto de Billy the Kid (izquierda)

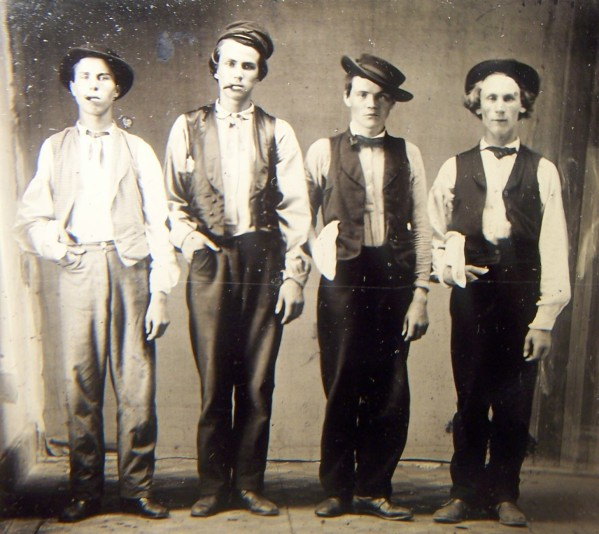
Billy the Kid junto a Doc Holliday, Jesse James y Charlie Bowdre, en Las Vegas en 1879

Estatua de Billy the Kid en el distrito artístico del pequeño San Elizario, cerca de El Paso, Texas

Henry McCarty (Nueva York, Nueva York; 17 de septiembre o 23 de noviembre de 1859 - Fort Sumner, Nuevo México; 14 de julio de 1881), más conocido como Billy the Kid (Billy el Niño), fue un forajido estadounidense, considerado como uno de los pistoleros de mayor fama en la historia del Viejo Oeste. También es conocido por su participación en la Guerra del condado de Lincoln de Nuevo México. 
Vivió únicamente cuatro años en el condado de Lincoln, comenzando por ser vaquero y acabando por ser uno de los pistoleros más famosos del territorio. Se le consideró responsable de la muerte de veintiún hombres, aunque sólo se han probado nueve de ellas, de las cuales cinco ocurrieron en tiroteos en los que intervinieron otros hombres junto a él (por lo que no se sabe si fue autor o no de dichas muertes), dos en defensa propia, y otras dos durante una de sus fugas de la cárcel.

## Biografía

### Primeros años
Su familia materna provenía de Irlanda. Como muchas familias pobres de la época, los McCarthy buscaron fortuna en el oeste de los Estados Unidos. En 1870 se trasladó con su madre Catherine y su hermano a Wichita (Kansas). Allí montaron una lavandería y recibían huéspedes en su casa. En 1873 Catherine, ya viuda, se unió con William Henry Harrison Antrim, el cual trabó buena amistad con los hijos. Poco después y debido a que a Catherine se le diagnosticó tuberculosis se trasladan entonces a Silver City (Nuevo México), en el sur de los Estados Unidos, donde ella contrajo matrimonio con Antrim. En 1874, sin embargo, Catherine falleció a causa de su enfermedad y Antrim se marchó a Arizona, abandonando a ambos hermanos. Billy, de 14 años en ese momento, tuvo que sobrevivir trabajando en un hotel como lavaplatos y realizando otros trabajos mal pagados. En estas circunstancias comenzó su vida delictiva cometiendo robos de poca monta y aunque fue arrestado por alguno de estos actos, fue dejado pronto en libertad.
Billy pasó entonces gran parte de su juventud en el ambiente de los salones de la frontera. En Silver City (Nuevo México) se unió a Sombrero Jack, un delincuente con el que cometió diversos delitos, por uno de los cuales fue nuevamente arrestado, quedando en libertad en poco tiempo.

### La guerra del condado de Lincoln

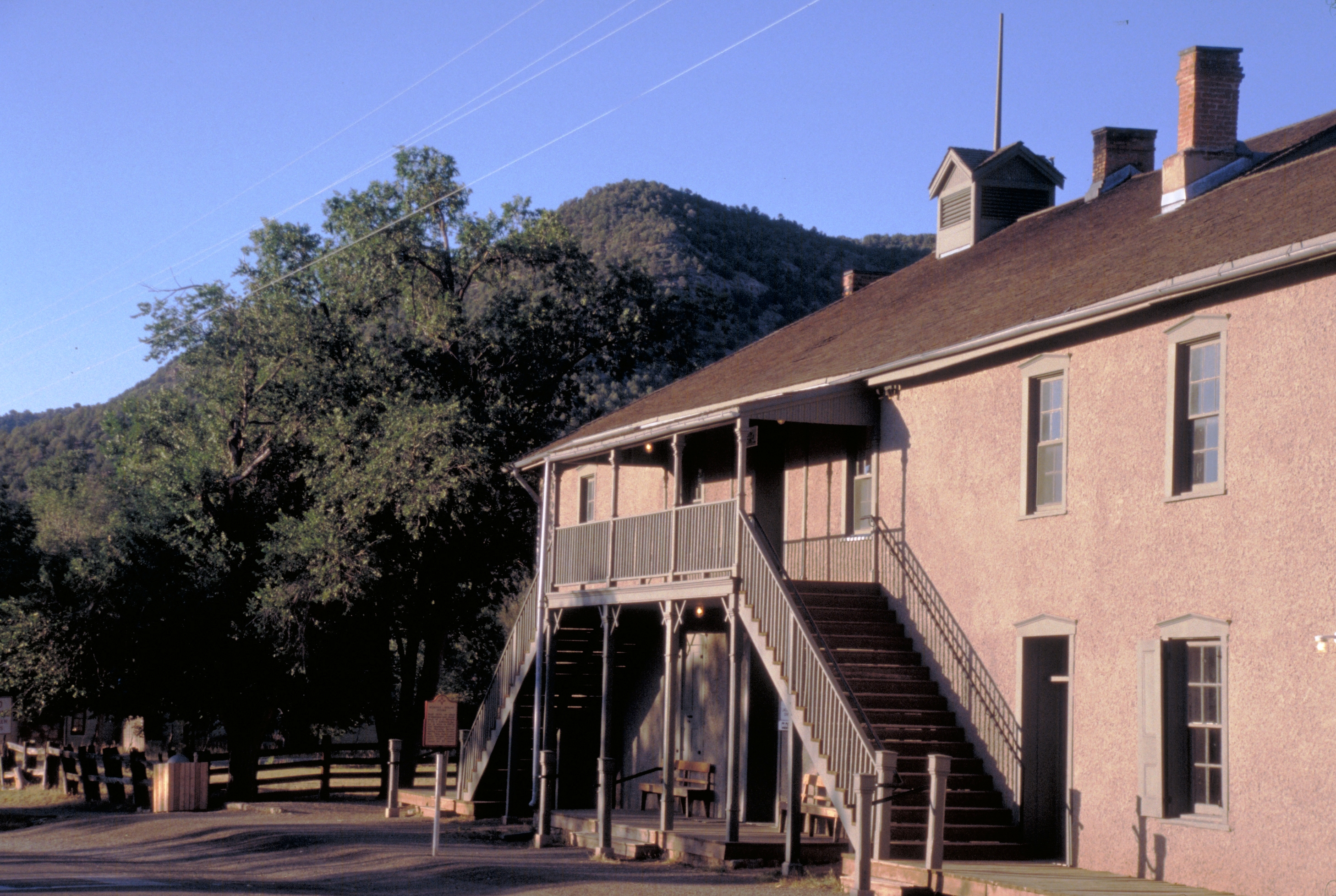
Juzgados y prisión de Lincoln (Nuevo México).

En 1877, McCarthy se mudó a Lincoln (Nuevo México), donde se empleó como vaquero en el rancho de John Tunstall, ranchero y hombre de negocios británico y de su socio Alexander McSween, un conocido abogado.
En este contexto, se produce la llamada Guerra del condado de Lincoln, donde a raíz de conflictos entre Tunstall y McSween con otro hombre de negocios del lugar llamado L. G. Murphy (que era miembro del Ring of Santa Fe, poderoso grupo formado por políticos, jueces, empresarios, ganaderos y militares que controlaban el territorio de Nuevo México con métodos mafiosos). Tunstall se había aliado con John Chisum, también importante ganadero, para enfrentarse con el Ring. El Ring contrató al sheriff William Brady que con sus ayudantes asesinaron en una emboscada a Tunstall. El ranchero asesinado había sido considerado como un nuevo padre por Billy, el cual junto con trabajadores y amigos obtuvieron órdenes de detención, concedidas por el juez Wilson de Santa Fe, contra los asesinos de Tunstall, formando un grupo de persecución que fue conocido por Los Reguladores. Dichas órdenes fueron posteriormente anuladas por el juez del distrito que era partidario de Murphy, quedando el grupo en situación ilegal.
Billy mató al sheriff Brady y a su ayudante en la calle principal de Lincoln, huyendo a Texas.

### Amnistía
Con el fin de terminar con el conflicto en Lincoln, el recién nombrado gobernador de Nuevo México, Lew Wallace, ofreció amnistía para todos los supervivientes de la guerra de Lincoln. En el caso de Billy, este quedaría obligado a testificar en otros juicios por asesinato que estaban pendientes de ser realizados. Billy aceptó, pero el gobernador faltó a su palabra y lo arrestó. Billy sin embargo, logró huir, y encontrar cobijo en el desierto.

### Pat Garrett

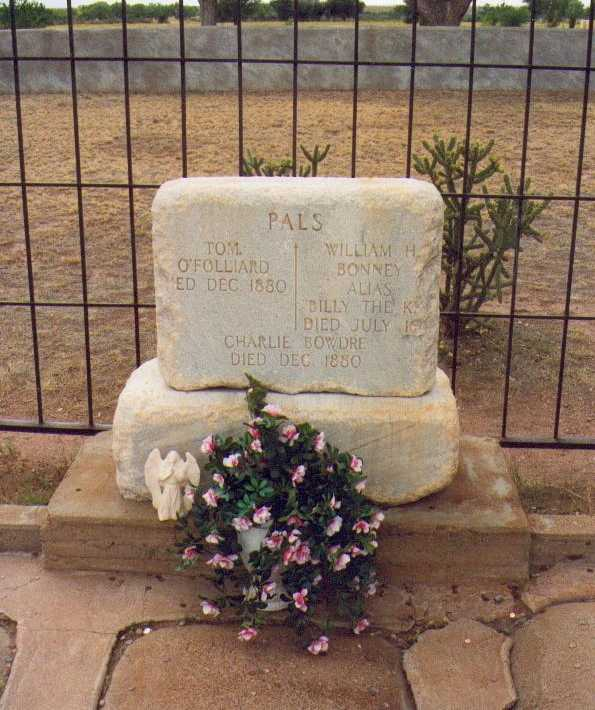
Tumba de Billy el Niño en Fort Sumner, Nuevo México.

Tras su fuga, Billy se dedicó al cuatrerismo, junto a viejos amigos, los Reguladores, y nuevas incorporaciones. La banda fue conocida como The Rustlers (los cuatreros).
Pat Garrett había ganado un año antes las elecciones para sheriff de Lincoln, lo cual, unido a su cargo de marshall del territorio concedido por el gobernador Wallace y ante las presiones del "Ring of Santa Fe", el agente de la ley inició la persecución de McCarty por el que se le ofreció una recompensa de 500 dólares. El grupo de Garret capturó a Billy en diciembre de 1880 en la localidad de Stinking Springs, siendo juzgado y condenado a muerte en Lincoln. En espera de la ejecución, el 9 de abril de 1881 Billy volvió a fugarse de la cárcel, esta vez matando a sus dos guardias.

### Muerte
Garret y sus ayudantes cercaron a Billy en la proximidades de Fort Sumner, dándole muerte el 14 de julio de 1881 en una situación confusa y de versiones contrapuestas, que van desde el asesinato a incluso la de que el cadáver no era el de Billy the Kid. Pero hay hipótesis que dicen que Garret le quiso dar muerte en su propia casa, pero no estaba solo, sino acompañado de su mujer de rasgos mexicanos. Billy salió de la casa para ir al corral por comida y entre la oscuridad se encontró a Garret, quien le apuntó con un revólver y Billy le convenció para que bajara el arma. Billy tomó un cuchillo que tenía a mano y se fue por una calle oscura, mirando atrás repetidas veces por si le seguían y en una de las calles oscuras en que se metió le esperaba una escopeta que le apuntaba en el estómago. La escopeta abrió fuego y Billy cayó al suelo boca arriba, posiblemente sin saber quién lo mató.
Otros dicen que Garret lo mató en plena noche con un revólver, disparándole en el corazón, aunque por un momento dudó de quién era. En datos recopilados, se pudo leer: «Pat salió de la habitación en plena noche, mientras que sus dos compañeros le esperaban fuera. Les miró y dijo "creo que lo he matado, pero no sé si es él"».
Desde el 2000, se han llevado a cabo numerosas investigaciones y reportajes, diciendo cosas como que Billy the Kid no está enterrado en Fort Sumner o que vivió unos años más. Uno de los más nuevos, llevado a cabo en Texas y empleando un identificador de caras del FBI, reveló que un granjero llamado Robert era idéntico a Billy. Tenían las mismas cicatrices, ojos, nariz. Durante muchos años siguientes en el Salvaje Oeste varias personas admitieron que Robert era en realidad Billy disfrazado, solo que tenía bigote. Aunque Robert llegó a Fort Sumner cinco años después de que Billy "muriera".

### Indulto póstumo
Durante ocho años, el gobernador de Nuevo México, Bill Richardson recibió varias solicitudes de indulto a favor de Billy el Niño. Todas ellas se basaron en el supuesto indulto ofrecido en 1881. Por esta razón, el gobernador -quien confesó ser un amante de la historia- encomendó a la abogada Randi McGinn el estudio de la petición de indulgencia. Dicha letrada, quien recibió la ayuda de historiadores y aficionados, presentó la solicitud formal de indulto el 14 de diciembre de 2010.
Frente a los reclamos de los descendientes de los sheriff asesinados por Billy y pese a que la propuesta era apoyada por gran parte de la población, el 30 de diciembre de 2010, el gobernador de Nuevo México -ciudad que promociona el tour "Billy The Kid territory"- decidió rechazar el indulto solicitado.

## Fotografías de Billy the Kid

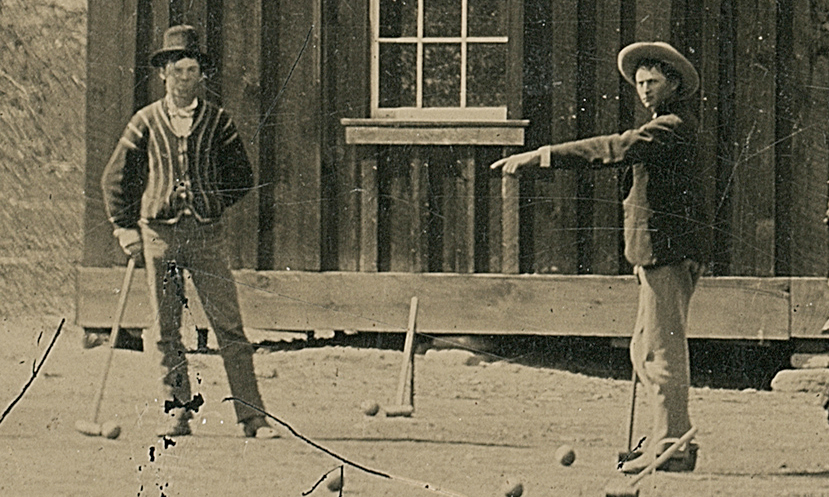
Detalle de la segunda imagen tomada a Billy the Kid (1878).

La única fotografía que se pensaba que existía sobre Billy the Kid fue subastada en Denver en 2007.
La subasta empezó con precio de salida de 150 mil dólares, pero finalmente fue vendida por 2,3 millones de dólares.
Billy the Kid pagó 25 centavos de dólar para ser fotografiado delante de un saloon en Nuevo México, a finales de 1880 o principios de 1881.
El ferrotipo fue regalado por Billy the Kid a su amigo Dan Dendrick, en cuya familia se ha mantenido desde entonces hasta el día de hoy, en el que la titularidad de esta fotografía ha pasado a manos de William Koch, quien reside en Florida y posee grandes extensiones de tierra en las montañas del centro de Colorado, donde pasó la mayoría de su corta vida Billy the Kid.
La imagen del ferrotipo correspondería a un negativo invertido, por lo que aparece con el revólver a la izquierda y el fusil en la derecha, siendo Billy realmente diestro.
En octubre de 2015 aparece una nueva foto sobre Billy the Kid, tomada en 1878 en Nuevo México, durante un partido de croquet en el rancho, que probablemente pertenecía al británico John Tunstall, el antiguo jefe del rancho en donde trabajaba Billy the Kid. Fue comprada por 1 dólar en una tienda de segunda mano y se ha valorado en 5 millones de dólares por Kagin's.

## Cultura popular

### Documentales
- Billy the Kid, documental de Nuevo México (PBS).
- 2003: Billy the Kid unmasked (Billy el Niño, desenmascarado en español), documental del canal Discovery Channel.
- 2015: Billy The Kid: New Evidence (Billy el Niño: Nuevos descubrimientos en español) documental del canal National Geographic.
- 2019: The West. Serie del canal de streaming Netflix, donde se hace mención y se representa la historia del Oeste de Los Estados Unidos durante el último tercio del siglo XIX.
- 2022. Billy the kid. Serie de prime vídeo sobre la vida del forajido.

### Música
- Aaron Copland: Billy the Kid (partitura).
- Billy the Kid y sus Secuaces: banda de pop-rock en Granada, España.
- Billy the Kid: banda de hardcore straight edge en Costa Rica.
- Billy the Kid (Billy Hlapeto): rapero búlgaro.
- Running Wild: «Billy the Kid», canción del disco Blazon stone.
- Attaque 77: «Como Billy the Kid».
- Jon Bon Jovi realizó la banda sonora de la película Young Guns II, basada en Billy el Niño, refiriéndose a él en las siguientes canciones: «Blaze of glory», «Billy, get your guns», «Blood money» y «Santa Fe».
- Bob Dylan: Pat Garrett & Billy the Kid (disco).
- Def Leppard: Billy's Got a Gun canción del disco Pyromania.
- Cat Stevens: Northern Wind (Death of Billy the Kid).
- Charlie Daniels: Billy the Kid.
- Christina y Los Subterráneos: nombrado en la canción «Tengo una pistola» del álbum «Que Me Parta Un Rayo» de 1992.
- Coverheads: «Billy the Kid». Banda Argentina de Rock, Heavy, con participación de músicos reconocidos como Gustavo "CHIZZO" Napoli de La Renga, Ciro Pertuci de Los piojos/Ciro y los persas, "TRIPA" de Mambru, y otros.
- Kortatu, grupo de Guipúzcoa, España: «Este no es el Oeste, pero aquí también hay tiros» (en A Billy the Kid).
- Billy Joel: The ballad of Billy the Kid.
- Chris Ledoux: Billy the Kid.
- Melendi, cantante de Oviedo (Asturias) España: Billy el pistolero.
- Billy el Niño y Don Dinero: Grupo de Hip-Hop de Sevilla, España. Formado por Juaninacka y DJ Randy.
- Los Piojos: «Merecido».
- Coverheads y Gustavo Napoli: «Billy The Kid».
- William Bonney (Banda Emo/Screamo).
- Robbie Williams: «Me And My Monkey».

### Filmografía
| Año  | Película                                   | Director                      |
| ---- | ------------------------------------------ | ----------------------------- |
| 1911 | Billy the Kid                              | Lawrence Trimble              |
| 1930 | Billy the Kid, el terror de la pradera     | King Vidor                    |
| 1938 | El regreso de Billy the Kid                | Joseph Kane                   |
| 1940 | La pistola de la justicia de Billy the Kid | Sam Newfield                  |
| 1940 | Billy the Kid en Texas                     | Sam Newfield                  |
| 1940 | Billy the Kid el forajido                  | Sam Newfield                  |
| 1941 | El ascenso de Billy the Kid                | Sam Newfield                  |
| 1941 | La pelea pálida de Billy the Kid           | Sam Newfield                  |
| 1941 | Billy the Kid                              | David Miller                  |
| 1941 | Billy the Kid en Santa Fe                  | Sam Newfield                  |
| 1941 | La guerra de los Rangers con Billy the Kid | Sam Newfield                  |
| 1941 | Billy the Kid buscado                      | Sam Newfield                  |
| 1942 | Billy the Kid atrapado                     | Sam Newfield                  |
| 1942 | El jinete misterioso                       | Sam Newfield                  |
| 1942 | El Sheriff de Sage Valley                  | Sam Newfield                  |
| 1942 | Ley y orden                                | Sam Newfield                  |
| 1942 | El humo de las pistolas de Billy the Kid   | Sam Newfield                  |
| 1943 | Ciclón en el Oeste                         | Sam Newfield                  |
| 1943 | Blazing Frontier                           | Sam Newfield                  |
| 1943 | Cattle Stampede                            | Sam Newfield                  |
| 1943 | Fugitivo de la pradera                     | Sam Newfield                  |
| 1943 | Billy the Kid cabalga de nuevo             | Sam Newfield                  |
| 1943 | El forajido                                | Howard Hughes y Howard Hawks  |
| 1943 | El renegado                                | Sam Newfield                  |
| 1948 | El retorno de los malvados                 | Ray Enright y Dean White      |
| 1949 | El hijo de Billy the Kid                   | Ray Taylor                    |
| 1950 | La leyenda de Billy el Niño                | Kurt Neumann                  |
| 1950 | Yo disparé a Billy the Kid                 | William A. Becker             |
| 1954 | La ley contra Billy the Kid                | William Castle                |
| 1955 | El último de los Desperados                | Sam Newfield                  |
| 1958 | El país de los forajidos                   | Fred F. Sears                 |
| 1958 | El zurdo                                   | Arthur Penn                   |
| 1960 | El hombre alto                             | Tay Garnett                   |
| 1963 | Una bala para Billy the Kid                | Rafael Baledón y Gaston Sands |
| 1964 | Las pistolas no discuten                   | Mario Caiano                  |
| 1966 | Billy the Kid contra Drácula               | William Beaudine              |
| 1967 | El hombre que mató a Billy el Niño         | Julio Buchs                   |
| 1970 | Chisum                                     | Andrew V. McLaglen            |
| 1971 | Una aventura de Billy the Kid              | Luc Moullet                   |
| 1972 | El sucio pequeño Billy                     | Stan Dragoti                  |
| 1974 | Pat Garrett y Billy the Kid                | Sam Peckinpah                 |
| 1975 | Billy the Kid                              |                               |
| 1985 | Billy the Kid y el vampiro verde           | Alan Clarke                   |
| 1988 | Young Guns                                 | Christopher Cain              |
| 1989 | Billy the Kid (película 1989)              | William A.Graham              |
| 1990 | Young Guns II                              | Geoff Murphy                  |
| 1994 | La leyenda de Billy the Kid                | Todd Robinson                 |
| 2007 | Réquiem por Billy the Kid                  | Kris Kristofferson            |
| 2021 | Old Henry                                  | Potsy Ponciroli               |
| 2022 | Billy The Kid                              | Michael Hirst                 |

### Series de televisión
- En el episodio 1 de la temporada 14 de Los Simpson, titulado Treehouse of Horror XIII, más específicamente en el segundo corto, llamado The Fright to Creep and Scare Harms, aparece una versión animada de Billy the Kid. En este episodio resucita junto a Jesse James, el káiser Guillermo II de Alemania y otros forajidos.
- En el episodio 22 de la serie El túnel del tiempo., aparece interpretado por Robert Walker Jr.
- En el episodio "Inside Hobson"/"Annie Oakley" de El show de Peabody y Sherman se muestra la historia de Annie Oakley, que cuando tenía una pistola de agua que es robada por Billy the Kid, Peabody y Sherman la ayudan a recuperarla.
- En el episodio 7 de la serie Tokusatsu Kamen Rider Ghost el espíritu del forajido hace aparición en dicho episodio tras ser invocado por el protagonista Tenkuji Takeru
- En el episodio 3 de la serie "Voyagers!" de 1982.

### Obras
- El bandido adolescente (1965) de Ramón J. Sender.
- El asesino desinteresado Bill Harrigan (1935). Cuento de Jorge Luis Borges.

### Videojuegos
Billy the Kid aparece como personaje secundario en dos misiones del videojuego western Call of Juarez: Gunslinger, donde salva a Silas Greaves de morir ahorcado en la cárcel de Lincoln. A diferencia del contexto histórico, es Silas Greaves quien asesina a Bob Ollinger en un duelo.
Billy the Kid es un Servant de clase "Archer" que el protagonista del videojuego para Teléfonos inteligentes "Fate/Grand Order" puede invocar. Su rol es brindar apoyo para reparar la Historia de Estados Unidos en la singularidad e Pluribus Unum.
En el juego Team Fortress 2 aparece Billy the kid junto a muchas figuras históricas (como Abraham Lincoln o Nikola Tesla entre otros) formando parte del primer "equipo BLU" según la historia canónica del juego.
Billy aparece con su banda en el videojuego "Mortadelo y Filemón: Una aventura de cine" en Red Dead Redemption 2 se hace referencia, "The Boy" parece inspirarse en Billy the Kid  Kid de la película de 1971 McCabe and Mrs. Miller y The Schofield Kid de la película de 1992 Unforgiven.
En la novela visual y juego de estrategia por turnos para adultos "Eiyuu Senki" Billy The Kid aparece como heroína y personaje jugable luego de que el protagonista y su grupo viajan a Estados Unidos para ayudar a Cristóbal Colón a acabar con los bandidos que acechan el país.
En la más reciente expansión del videojuego de cartas coleccionables de Blizzard Entertainment, Hearthstone, "Duelo en las Tierras Inhóspitas" (noviembre de 2023), una carta legendaria de pícaro hace clara referencia a él: Drilly el Niño (originalmente Drilly the Kid en inglés). Curiosamente dicha referencia se pierde en la traducción a español de Latinoamérica, quedando simplemente como Niño Taladrín.

### Mangas
- En el manga Soul Eater el personaje Death the Kid fue nombrado en honor a Billy.
- En el manga Yuukoku no Moriarty aparece un personaje con el mismo nombre.

### Cómics
- El personaje 'Billy the Kid', inspirado en el bandido real, aparece en dos números diferentes de la serie cómica BD Lucky Luke, con guiones de Goscinny y dibujos de Morris. Se trata de los álbumes "Billy, the kid" y "La escolta". En el primero se le caricaturiza como un adolescente caprichoso y algo ingenuo (los cuentos le hacen dormir) pero muy hábil con el revólver, que disfruta mucho con su fama de forajido, y mantiene a una población entera bajo un régimen de terror.